# Теплофізичні методи підвищення нафтовилучення

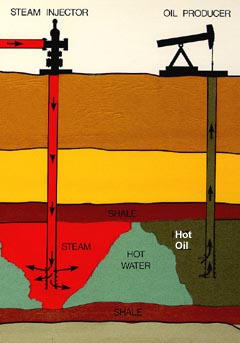
Циклічна парова стимуляція.

Теплофізичні методи підвищення нафтовилучення (рос. методы повышения нефтеизвлечения теплофизические, англ. thermal and physical methods of enhanced oil recovery, нім. thermophysikalische Methoden f pl der Erhöhung von der Erdölgewinnung) — теплові методи діяння на нафтові поклади.

## Загальний опис
Див. також Циклічна парова стимуляція, Витіснення нафти з пласта перегрітою парою. 
Суть цих методів полягає в нагнітанні в пласт теплоносіїв — гарячої води, водяної пари, в тому числі і як внутрішньопластового терморозчинника вуглеводнів. При цьому поряд з гідродинамічним витісненням здійснюється підвищення температури в покладі, що сприяє значному зменшенню в'язкості нафти, збільшенню її рухомості, випаровуванню легких фракцій, емульгуванню нафти у воді. Режими в пласті: т-ра від 100 до 320—340 °С, тиск 16-22 МПа. Методи ефективні в покладах високов'язкої смолистої нафти аж до бітумів, в покладах, пластова температура в яких дорівнює температурі насичення нафти парафіном чи близька до неї, але за глибин залягання їх до 700—800 м. Сюди ж відносять і пароциклічні (5-8 циклів) оброблення (стимуляції) видобувних свердловин, коли у свердловину тривало (15-25 діб) нагнітають водяну пару (30-100 м3 на 1 м товщини пласта), а відтак експлуатують її до гранично рентабельного дебіту нафти (протягом 2-3 місяців).

## Теплофізичні методи впливу на привибійну зону
Теплофізичні методи впливу на привибійну зону (циклічний і стаціонарний електропрогрів, термоакустичні й електромагнітні обробки, циклічний паротепловий вплив) застосовують для поліпшення фільтраційних властивостей порід. Їх призначення — видалення парафіну, смол та солей; періодичний прогрів порід пласта навколо свердловини для збереження фільтраційних властивостей порід; ліквідація наслідків проникнення в пласт фільтрату промивальної рідини.
Стаціонарне електропрогрівання
Здійснюється в процесі розроблення родовищ, що містять нафту в'язкістю, більшою, ніж 50 мПа.с за допомогою електричних нагрівачів, що спускаються в привибійну зону свердловини на кабелі. Електронагрівач установлюють під глибинним насосом, а кабель кріплять до насосно-компресорних труб.
Циклічний електропрогрів
Привибійна зона прогрівається періодично. До охолодження порід потоком нафти провідність їх у прогрітій зоні значно зростає. Потім відбувається повторний цикл прогріву порід і т. ін. Тривалість та періодичність обробок визначають з урахуванням радіуса, що задається, властивостей пластової системи, потужності електронагрівача, температури у свердловині, яка на вибої підтримується розташованими в корпусі електронагрівача терморегуляторами. За розрахунковими даними при температурі у свердловині 140 оС, потужності електронагрівача 25 кВт і початковій температурі пласта 40 оС для прогріву пісковика на глибину 0,45 –0,5 м до 60 оС потрібно 4 — 5 діб. У цьому випадкові ефект від термообробки може продовжуватись кілька місяців.
Термоакустичне оброблення.
Для скорочення часу, необхідного на прогрів пласта до заданої температури, і збільшення ефективності впливу теплову обробку поєднують з акустичною. Хвильове поле, створюване акустичним випромінювачем, сприяє збільшенню температуропровідності пласта, глибини обробки, винесенню з пористого середовища частинок парафіну, промивальної рідини та її фільтрату, твердих відкладень солей. Глибина зони впливу при цьому досягає 8 м. Застосовувана апаратура складається з ультразвукового генератора й секційного термоакустичного випромінювача, який спускають у свердловину на колоні НКТ або кабелі.
Циклічний паротепловий вплив
Циклічний паротепловий вплив — періодичне нагнітання у пласт по насосно-компресорних трубах сухої пари (до 3000 т). Цей спосіб використовують при глибині свердловини до 1000 м і в'язкості нафти більшої ніж 50 мПа.с. Пласт вдається прогріти на відстань до 30 м. Після відновлення експлуатації підвищена температура у пласті зберігається протягом 2 — 3 місяців за рахунок накопичених запасів тепла під час нагнітання пару.